# Sogeclair
SOGECLAIR conçoit, développe et fabrique des produits industriels innovants et des solutions à haute valeur ajoutée.
L’entreprise accompagne ses clients à chaque étape, de la conception et la simulation jusqu'à la fin de vie du produit, en offrant des conseils, des services d'ingénierie et des solutions sur mesure à travers toute la chaîne de fabrication et la mise en service.
L'entreprise est cotée à la Bourse de Paris.

## Historique
SOGECLAIR a été créée en 1986 pour piloter le développement des sociétés fondées en 1962, à l’origine de ses activités dans l’ingénierie aéronautique.
En 1998, l’entreprise est introduite à la Bourse de Paris (Euronext) et cofonde ADM avec Mecachrome.
Entre 2001 et 2005, SOGECLAIR développe sa présence européenne avec des implantations en France, Espagne, Allemagne et Royaume-Uni, puis poursuit son expansion avec une implantation en Tunisie en 2009, et en Amérique du Nord (Canada et États-Unis) en 2014.
En 2017, le groupe crée AVSimulation spécialisée dans la simulation automobile en partenariat avec Renault, ainsi que PrintSky, une joint-venture avec AddUp (Fives + Michelin), spécialisée dans la fabrication additive.
L’acquisition de Sydac en 2018 marque une étape majeure dans l’internationalisation du groupe, avec de nouvelles implantations en Inde et en Australie.
En 2019, Key's entre au capital de SOGECLAIR. En 2021, Dassault Systèmes devient actionnaire d’AVSimulation, et le groupe lance son plan stratégique "One SOGECLAIR", mis en œuvre dès 2022, année où UTAC rejoint également le capital d’AVSimulation.
En 2023, SOGECLAIR transfère sa cotation du compartiment C d’Euronext vers le marché Euronext Growth.
En 2024, le groupe engage une refonte de son identité et de sa structure de marque, poursuivie en 2025 par la mise en place d’une nouvelle gouvernance.

## Activité
SOGECLAIR est un fournisseur de solutions innovantes pour une mobilité plus sobre et plus sûre, destiné aux secteurs de la mobilité tels que l’aéronautique, le spatial, l’automobile, le ferroviaire et la défense.
Fort de plus de 60 ans d’expertise, le groupe accompagne ses clients sur l’ensemble du cycle de vie des produits de la conception et la simulation à la fabrication, l’industrialisation, la mise en service et la maintenance, il intervient auprès des constructeurs, des équipementiers, de leurs chaînes d’approvisionnement ainsi que des opérateurs dans ces industries à haute technicité.
Le groupe fonde sa stratégie sur une forte capacité d’innovation, des investissements continus en recherche et développement, et une expertise technique spécialisée, pour anticiper les évolutions du marché et répondre aux défis d’une mobilité plus sobre et plus sûre.
|                    | 2021  | 2022    | 2023  | 2024  |
| ------------------ | ----- | ------- | ----- | ----- |
| Chiffre d'affaires | 121M€ | 134.9M€ | 148M€ | 157M€ |
| Résultat net       | 2.6M€ | 2M€     | 3.1M€ | 4.4M€ |
| Effectif           | 1122  | 1055    | 1155  | 1193  |

### Actionnariat
Au 31 décembre 2024, la famille fondatrice détient 69.40% du capital de l’entreprise et les salariés 3.15%.

### Direction
Depuis janvier 2025, Alexandre Robardey est le Président de SOGECLAIR, succédant à son père, Philippe Robardey, qui occupait cette fonction depuis 2003.
Parallèlement, Philippe Brel a été nommé Directeur Général (CEO) de SOGECLAIR à la même date. Ingénieur de formation, il possède une solide expérience dans les secteurs de l’aéronautique et de la défense, acquise en France et à l’international.
Philippe Robardey, quant à lui, reste actif au sein de la gouvernance de l’entreprise en tant que vice-président du conseil de surveillance, qu’il préside également au sein du comité d’audit partir de 2017.